# Saimir Kumbaro
Saimir Kumbaro est un réalisateur albanais né à Tirana (Albanie) le 5 mai 1945.

## Filmographie sélective (en tant que réalisateur)
- 1975  Rrugicat që kërkonin diell, en collaboration avec Rikard Ljarja
- 1976  Ilegalët, en collaboration avec Rikard Ljarja
- 1978  Concert de '36 (Koncert në vitin '36)
- 1980  Gëzhoja e vjetër
- 1981  Gjurmë në kaltësi
- 1983  Gracka -
- 1984  Nxënësit e klasës sime
- 1992  La Mort du cheval (Vdekja e kalit)
- 1995  Të burgosurit e galerisë